# BMW X5
BMW X5 er en bilmodel fra BMW introduceret i 1999. X5 er BMWs første og største SUV, og er først og fremmest beregnet til det amerikanske marked. Derfor bygges den i Spartanburg, South Carolina sammen med BMW Z4. Motorprogrammet indeholder kun 6-cylindrede rækkemotorer og V8-motorer.
X5 og den mindre X3 kaldes af BMW for SAV, Sports Activity Vehicle, og ikke SUV (Sports Utility Vehicle). Bilen konkurrerer på SUV-markedet med for eksempel Mercedes-Benz M-klasse, Land Rover Discovery, Porsche Cayenne, Audi Q7 og Volvo XC90.

## Modelgenerationer
- E53 (1999–2006)
  - Deler meget teknik med 5-serien E39.
  - Fik et facelift i 2003, som bl.a. omfattede nye forlygter, ny grill, opdaterede motorer, nyt firehjulstræksystem ("xDrive") og flere farver at vælge imellem.
- E70 (2007−)
  - Anden generation af X5-serien. Introduceret foråret 2007. Bl.a. lidt længere, lidt bredere og med større bagagerum.